# 雪室俊一
雪室俊一（1941年1月11日—），日本編劇，日本放送作家協會會員，出身神奈川縣，另有筆名西浦あかね、洋駿太郎。

## 經歷
1965年參與《森林大帝》動畫版的製作以來，擔任過許多動畫的編劇，參加的作品數量破千，是現役動畫編劇中資歷最久者之一，代表作有《魔法使莎莉》、《小甜甜》、《外星小美兒》、《怪博士與機器娃娃》、《奇天烈大百科》、《小紅豆》、《海螺小姐》等。
1981年以其原作的漫畫《早安！史胖》與作畫高梨靜江同獲第5屆講談社漫畫賞少女部門賞，同年本作改編為動畫版。
2009年因長期負責《海螺小姐》動畫版劇本而獲得第14屆神戶動畫獎特別賞。